# Christopher Barton
Pour les articles homonymes, voir Barton.
Christopher Barton, né le 21 novembre 1927 et mort le 18 août 2013, est un rameur d'aviron britannique.

## Carrière
Christopher Barton participe aux Jeux olympiques de 1948 à Londres et remporte la médaille d'argent en huit, avec Guy Richardson, Michael Lapage, Ernest Bircher, Paul Massey, John Meyrick, Alfred Mellows, Jack Dearlove et Charles Lloyd.